# Carrer de la Gavineta
Carrer de la Gavineta, és una pintura de l'artista català Joan Abelló i Prat (1922-2008) que forma part de la col·lecció del Museu Abelló. L'obra datada del 1945, pertany a un estil molt primerenc de l'artista, on es reflecteix molt bé el context i situació del llavors jove pintor, que lluitava per fer-se un lloc en la professió en plena etapa de postguerra. En l'obra, se'ns presenta un paisatge urbà força esquematitzat i difús de l'entorn de l'artista, alhora que una escena anecdòtica de l'estil de vida de camp de l'època.

## Descripció
En el Carrer de la Gavineta, Joan Abelló ens presenta a partir d'una composició vertical, tota una sèrie de cases que componen el carrer, on veien a més a més, diferents personatges realitzant diverses accions. La pintura disposa d'una perspectiva clara basada en un punt de fuga situat al centre de la composició, una mica cap al costat esquerre, i emmarcat per un conjunt de quatre arbres sense fulles, que centren encara més l'escena i dirigeixen la mirada de l'espectador cap al fons del carrer, el qual es troba en un estat urbà i constructiu molt precari, amb irregularitats en el terreny. El pintor situa en la part dreta de la composició, una fila de cases iguals que ofereixen simetria i formalitat al quadre, i davant d'aquestes, incorpora una sèrie d'elements vegetals, d'estris i materials de camp, que contextualitzen l'escena i l'estil de vida de les persones que hi viuen allà. Davant de les portes d'aquestes cases, es troben diferents personatges que transformen aquesta escena en costumista i aporten un cert grau de dinamisme a la pintura, com és el cas dels nens que es troben en primer terme a la banda esquerra, realitzant una mena de joc, seguit d'una casa més simple i primitiva de les que observem a la dreta.
Tot el paisatge és advertit per un cel amb núvols, que juntament amb l'ús cromàtic dels groguencs, ocres i marrons, aporten una escena clara i homogènia. Segons Josep Felix Bentz (1988), la utilització d'aquests grisos i marrons, és una característica molt típica d'aquesta etapa primerenca d'Abelló, a l'hora de representar paisatges del seu entorn i retrats familiars, determinant així, un gust per la intimitat i una profunda espiritualitat.
La pintura està signada com J. Abelló '45, a l'angle inferior esquerre de l'anvers, i datada 24-marzo de 1945, escrit amb oli al revers de la tela. A més, hi ha dues inscripcions: Calle Gavineta. Mollet del Vallès, escrit amb oli al revers de la tela, i J. Gabriela, escrit també amb oli al revers de la tela.

## Primeres etapes d'Abelló
Ens hem de situar en el context de la postguerra, amb un jove Abelló que va trobar en el galliner de la seva casa l'espai que necessitava per a poder pintar i plasmar els seus sentiments i emocions. El pintor practicava l'art de la pintura amb allò que tenia a l'abast, com els trossos de sac que utilitzaven a la seva casa per a tapar als conills a la nit, els quals es transformaven en llenç, bases de pintures, entelades que ell mateix es construïa, com passa amb aquesta peça. En aquest període, el pintor va començar a treballar al taller de Père Pruna, i el mateix any que realitza aquesta obra, va crear una exposició a Mollet del Vallés (la seva ciutat natal), sota el patrocini de l'ajuntament, on va presentar 37 obres entre retrats, paisatges i bodegons.

## Exposicions[calcitació]
- Abelló 70 anys, Sala d'Art del Quatre, Granollers, 01/11/1992 - 13/12/1992
- Joan Abelló i el paisatge, Museu Abelló, Mollet del Vallès, 26/01/2001 - 22/04/2001
- Mir i Abelló a Vic, Sala d'art Caixa Manlleu, Vic, 19/12/2001 - 03/02/2002
- Joan Abelló i el paisatge, Casa Municipal de cultura La Unió. Teià, 31/10/2003 - 05/12/2003
- El Mollet d'Abelló, Museu Abelló. Mollet del Vallès, 06/02/2009 - 10/05/2009
- 10 anys. 10 mirades a la col·lecció, Museu Abelló. Mollet del Vallès, 14/07/2009 - 20/09/2009